# جوزپه بالریو
جوزپه بالریو (انگلیسی: Giuseppe Ballerio; ۲۷ ژوئن ۱۹۰۹ – ۲۹ دسامبر ۱۹۹۹) بازیکن فوتبال اهل ایتالیا بود.
از باشگاه‌هایی که در آن بازی کرده‌است می‌توان به باشگاه فوتبال اینتر میلان، باشگاه فوتبال آلساندریا، باشگاه فوتبال ارورا پرو پاتریا ۱۹۱۹، باشگاه فوتبال باری، و باشگاه فوتبال وارزه اشاره کرد.